# Leucauge fasciiventris
Leucauge fasciiventris är en spindelart som beskrevs av Kulczynski 1911. Leucauge fasciiventris ingår i släktet Leucauge och familjen käkspindlar. Inga underarter finns listade i Catalogue of Life.